# Circle of Life
Circle of Life ist ein Lied aus dem Film Der König der Löwen. Geschrieben wurde es von Elton John (Musik) und Tim Rice (Text). Gesungen wurde es von Carmen Twillie. In der deutschsprachigen Version heißt das Lied Der ewige Kreis und wird von Jocelyn B. Smith gesungen.

## Verwendung in Film und Musical
Circle of Life eröffnet den Film, der mit dem Aufgang einer feuerroten Sonne beginnt. Die Eingangsverse in Zulu setzen unmittelbar damit ein und kommen aus dem Off. Danach sieht man, wie die Tiere der Savanne zusammenströmen und die eigentlichen Strophen – jetzt in Englisch beziehungsweise der Synchronsprache – besingen den Kreis des Lebens. Der Text besingt die Schwierigkeit, seinen Platz in diesem Kreis der Generationen zu finden. Gegen Ende des Stücks wird der neugeborene Löwenjunge Simba von Rafiki präsentiert. Die letzten Zeilen lauten:
| Englisch                                                                      | Übersetzung                                                                                       | Deutsche Singfassung                                                |
| ----------------------------------------------------------------------------- | ------------------------------------------------------------------------------------------------- | ------------------------------------------------------------------- |
| Till we find our place On the path unwinding In the Circle The Circle of Life | Bis wir unseren Platz finden auf dem sich vor uns entwickelnden Pfad Im Kreis Im Kreis des Lebens | Wir sind alle Teil Dieses Universums Und das Leben Ein ewiger Kreis |

Das Lied endet abrupt mit der Einblendung des Haupttitels „König der Löwen“. Das Stück ist ganz am Ende des Films erneut zu hören, als Simbas Tochter ebenfalls den anderen Tieren präsentiert wird, also der ‚Kreis des Lebens‘ in die nächste Runde geht. 
Im gleichnamigen Musical von 1997 wird das Lied ähnlich eingesetzt wie im Film. Auch hier bildet das Stück den Rahmen um die ganze Handlung. Als wesentlicher Unterschied sticht jedoch hervor, dass der Gesang nicht mehr aus dem Off kommt, sondern von Rafiki vorgetragen wird.

## Auszeichnungen
Circle of Life war 1995 für den Oscar und den Golden Globe jeweils in der Kategorie Bester Filmsong nominiert und verlor beide Male gegen Can You Feel the Love Tonight, ebenfalls aus Der König der Löwen. Bei den Grammy Awards gewann das Lied in der Kategorie Bestes Instrumentalarrangement mit Gesangsbegleitung und war in den Kategorien Song des Jahres und Bester Song geschrieben für Film oder Fernsehen nominiert, verlor aber beide Male gegen Streets of Philadelphia aus dem Film Philadelphia.

## Coverversionen

### Version von Elton John
Die Version von Elton John wurde auf dem Filmsoundtrack veröffentlicht und kurz darauf als Single ausgekoppelt. Diese Single erreichte folgende Chartplatzierungen:

#### Chartplatzierungen
| ChartsChartplatzierungen       | Höchstplatzierung | Wochen |
| ------------------------------ | ----------------- | ------ |
| Deutschland (GfK)              | 10 (19 Wo.)       | 19     |
| Österreich (Ö3)                | 30 (1 Wo.)        | 1      |
| Schweiz (IFPI)                 | 2 (19 Wo.)        | 19     |
| Vereinigte Staaten (Billboard) | 18 (20 Wo.)       | 20     |
| Vereinigtes Königreich (OCC)   | 11 (12 Wo.)       | 12     |

| ChartsJahrescharts (1995) | Platzierung |
| ------------------------- | ----------- |
| Deutschland (GfK)         | 79          |
| Schweiz (IFPI)            | 48          |

#### Auszeichnungen für Musikverkäufe
| Land/Region                  | Auszeichnungen für Musikverkäufe (Land/Region, Auszeichnung, Verkäufe) | Verkäufe  |
| ---------------------------- | ---------------------------------------------------------------------- | --------- |
| Deutschland (BVMI)           | Gold                                                                   | 250.000   |
| Vereinigte Staaten (RIAA)    | Gold                                                                   | 500.000   |
| Vereinigtes Königreich (BPI) | Gold                                                                   | 400.000   |
| Insgesamt                    | 3× Gold ·                                                              | 1.150.000 |

Hauptartikel: Elton John/Auszeichnungen für Musikverkäufe

### Weitere Coverversionen
Circle of Life wurde unter anderem von Ronan Keating, Herman Schoonderwalt, Elaiza, Joseph McManners, Acker Bilk, The King’s Singers, William Hung, Barbara Hendricks, Michael Crawford, Collabro, Dave Willetts, Helmut Lotti und das Golden Symphonic Orchestra, Spagna, G4, Paul Michiels und BYU Vocal Point gecovert.
Unter dem deutschsprachigen Titel Der ewige Kreis coverten es unter anderem Helene Fischer und Karel Gott. La Década Prodigiosa und Rosa López coverten es unter dem Titel El ciclo de la vida.